# Simone Bednárik
Simone Martina Bednárik (* 29. Juli 2003 in Elmhurst, Illinois) ist eine US-amerikanisch-slowakische Eishockeyspielerin.

## Karriere
Simone Bednárik besuchte die York Community High School in ihrer Geburtsstadt Elmhurst und war dort im Leichtathletik- und Lacrosse-Team der Hochschule aktiv. Zudem spielte sie für das  Team Illinois aus Chicago Eishockey. Zur Saison 2020/21 wechselte sie nach Europa und schloss sich dort der Mannschaft vom ŠKP Bratislava an, welche in der European Women’s Hockey League (EWHL) spielte. Mit ihrer Mannschaft konnte sie die Playoffs erreichen, wo man im Semifinale an den EHV Sabres Wien scheiterte. Im Spiel um den dritten Platz sicherte man sich aber durch einen 1:0-Sieg gegen den MAC Budapest den dritten Platz. Nach nur einer Saison verließ sie Europa wieder, um an der State University of New York at Oswego zu studieren. Dort spielt sie zudem für die Oswego State Lakers, die Hochschulsportabteilung der Universität, in der Division III der National Collegiate Athletic Association (NCAA). 

### International
Von Nationaltrainer Tomas Segin wurde Simone Bednárik für Qualifikation für die Olympischen Winterspiele 2022 nominiert, die zwischen den 11. und 14. November 2021 in der schwedischen Stadt Luleå stattfand. Mit der slowakische Nationalmannschaft traf sie dort in der Gruppe E auf Schweden, Frankreich und Südkorea. Beim abschließenden 7:1-Sieg gegen Südkorea konnte sie gemeinsam mit Janka Hlinka den Treffer von Nicol Lucák Čupková zum zwischenzeitlichen 2:0 vorbereiten. Zudem durfte sie die Slowakei bei der Weltmeisterschaft 2022 in der Division IA vertreten. Dort schaffte sie mit ihrer Mannschaft durch den dritten Platz den Klassenerhalt.

## Erfolge und Auszeichnungen
- 2024 Aufstieg in die Division IA bei der Weltmeisterschaft der Division IB